# Влюблённый дьявол
«Влюблённый дьявол» (фр. Le Diable amoureux) — повесть французского писателя Жака Казота, опубликованная в 1772 году. Исследователи относят её к французскому предромантизму.

## Сюжет
Главный герой повести — молодой испанский аристократ дон Альвар, который вступает в связь с таинственной девушкой по имени Бьондетта. Она называет себя сильфидой, но в финале оказывается Вельзевулом.

## Значение
«Влюблённый дьявол» имел успех у читателей, много раз переиздавался ещё при жизни автора (Казот был казнён в 1792 году), сохранил популярность в XIX веке. Он оказал существенное влияние сначала на английскую и немецкую литературы («Монах» Льюиса, «Эликсиры Сатаны» Гофмана), а в XIX веке на французскую (новеллы Шарля Нодье и Жерара де Нерваля, стихи Шарля Бодлера, позже Гийома Аполлинера).
Литературоведы считают «Влюблённого дьявола» единственным достойным внимания произведением Казота, «единственным в своём роде образцом французской предромантической повести».